# 莫尔普尔戈博物馆
莫尔普尔戈博物馆（Museo Morpurgo）是的里雅斯特老城区的一个城市博物馆。它位于伊姆布里亚尼街（via Imbriani）和马齐尼街（via Mazzini）转角，卡洛·马可·莫尔普尔戈和贾科莫·莫尔普尔戈兄弟的宫殿，他们是约瑟夫·拉撒路·莫尔普尔戈（1759-1834）将军的后裔。

## 历史
这座宏伟的三层建筑由建筑师乔瓦尼·贝拉姆建于1875年，20世纪初移交给里雅斯特市。 
博物馆展示了莫尔普戈王朝两代人居住的房屋，包括原始的家具，艺术品，其特点是每间客房都保留了不同的颜色和风格。同样值得一看的是卫生设施，其功能绝不逊色于现代设施。